# Neivamyrmex planidens
Neivamyrmex planidens é uma espécie de formiga do gênero Neivamyrmex.